# Osseo (Wisconsin)
Osseo ist eine Kleinstadt (mit dem Status „City“) im Trempealeau County im US-amerikanischen Bundesstaat Wisconsin. Im Jahr 2010 hatte Osseo 1701 Einwohner.

## Geografie
Osseo liegt im Westen Wisconsins am Zusammenfluss der beiden Quellflüsse des Buffalo Creek, der rund 75 km westsüdwestlich in den die Grenze zu Minnesota bildenden Mississippi mündet. 
Die geografischen Koordinaten von Osseo sind 44°34′20″ nördlicher Breite und 91°13′39″ westlicher Länge. Das Stadtgebiet erstreckt sich über eine Fläche von 5,41 km² und ist vollständig von der Town of Sumner umgeben, ohne dieser anzugehören.
Nachbarorte von Osseo sind Fall Creek (26,8 km nördlich), Augusta (19 km nordöstlich), Fairchild (23 km östlich), Northfield (20 km südöstlich), Pigeon Falls (18 km südlich), Pleasantville (17 km südsüdwestlich) und Strum (15,7 km westsüdwestlich).
Die nächstgelegenen größeren Städte sind Green Bay am Michigansee (287 km östlich), Wisconsins Hauptstadt Madison (253 km südöstlich), Wisconsins größte Stadt Milwaukee (360 km in der gleichen Richtung), La Crosse am Mississippi (107 km südlich), Rochester in Minnesota (156 km südwestlich), die Twin Cities in Minnesota (170 km westnordwestlich) und Eau Claire (40 km nordwestlich).

## Verkehr
Der Interstate Highway 94, der die kürzeste Verbindung von den Twin Cities nach Madison bildet, verläuft in Nordwest-Südost-Richtung durch den Osten von Osseo. Im Stadtzentrum treffen die U.S. Highways 10 und 53 zusammen. Alle weiteren Straßen sind untergeordnete Landstraßen, teils unbefestigte Fahrwege sowie innerörtliche Verbindungsstraßen.
Durch Osseo verläuft in West-Ost-Richtung auf der Trasse einer ehemaligen Eisenbahnstrecke mit dem Buffalo River State Trail ein Rail Trail für Wanderer, Reiter und Radfahrer. Der Weg kann auch mit Quads befahren werden. Im Winter kann der Wanderweg zusätzlich mit Langlaufski und Schneemobilen befahren werden.
Der nächste Flughafen ist der Chippewa Valley Regional Airport in Eau Claire (46 km nordwestlich).

## Bevölkerung
Nach der Volkszählung im Jahr 2010 lebten in Osseo 1701 Menschen in 737 Haushalten. Die Bevölkerungsdichte betrug 314,4 Einwohner pro Quadratkilometer. In den 737 Haushalten lebten statistisch je 2,31 Personen. 
Ethnisch betrachtet setzte sich die Bevölkerung zusammen aus 97,6 Prozent Weißen, 0,1 Prozent Afroamerikanern, 0,9 Prozent amerikanischen Ureinwohnern, 0,1 Prozent Asiaten sowie 0,6 Prozent aus anderen ethnischen Gruppen; 0,6 Prozent stammten von zwei oder mehr Ethnien ab. Unabhängig von der ethnischen Zugehörigkeit waren 1,6 Prozent der Bevölkerung spanischer oder lateinamerikanischer Abstammung. 
26,0 Prozent der Bevölkerung waren unter 18 Jahre alt, 56,5 Prozent waren zwischen 18 und 64 und 17,5 Prozent waren 65 Jahre oder älter. 52,5 Prozent der Bevölkerung waren weiblich.
Das mittlere jährliche Einkommen eines Haushalts lag bei 48.029 USD. Das Pro-Kopf-Einkommen betrug 23.940 USD. 7,1 Prozent der Einwohner lebten unterhalb der Armutsgrenze.